# الجمهورية الطرابلسية
الجمهورية الطرابلسية الثانية ثاني جمهورية إسلامية انشـأت في الجزء الغربي والجنوبي من ليبيا حيث تم الاتفاق على إعلانها بجامع المجابرة في مدينة مسلاتة في 16 نوفمبر سنة 1918م ولم تستمر لفترة طويلة.
تبلورت فكرة تكوين الجمهورية الطرابلسية عقب هزيمة دول المحور في الحرب العالمية الأولى وتوقف الدعم التركي-الألماني للمقاومة الليبية ضد الاحتلال الإيطالي. وقد بدأت الفكرة في مدينة مصراتة على أثر اجتماع بين كل من الشيخ سليمان باشا الباروني ورمضان السويحلي وكذلك عبد النبي بالخير وأحمد المريض.

علم الجمهورية الطرابلسية
(الأزرق للبحر والسماء النخلة الخضراء لإمارة بنوثابت النجمة للإسلام)

## البداية
في 16 أبريل 1916 وصل إلى قصر حمد بمصراتة سليمان الباروني، قادماً في غواصة ألمانية من الآستانة يحمل فرمانا من السلطان رشاد الخامس بتعيينه واليًـا على طرابلس. كانت تركيا قد تنازلت عن ليبيا لإيطاليا في معاهدة أوشي، لكنها ارتأت -أي تركيا- إبان الحرب العالمية الأولى أن تفتح جبهة مناوشات مع الإنجليز على الحدود المصرية كجزء من المجهود الحربي ضد بريطانيا. ومن هنا جاء تأييدها للباروني في طرابلس والسيد أحمد الشريف في برقة. وكان سياسة الترك والألمان هو اذكاء نار الثورة في طرابلس واستئنافها في برقة إن أمكن وذلك لشغل أكبر عدد ممكن من الجيوش الإنجليزية والإيطالية. وسرعان ما بعث الباروني برسالة إلى الأعيان يبلغهم قرار السلطان بإعادة ضم ليبيا إلى الخلافة. والقرار شكلى وغير فعال.
وفي صباح السادس عشر من شهر نوفمبر عام 1918 أعلن عن قيام الجمهورية وأجريت انتخابات في الحال 
فأسفرت عن تشكيل مؤسسات الدولة في الجمهورية الطرابلسية وهي:
مجلس رئاسة الجمهورية الذي يمثل السلطة التنفيذية.
مجلس شورى الجمهورية الذي يمثل السلطة التشريعية.
مجلس الجمهورية الشرعي الذي يمثل السلطة القضائية.
وتم إختيار لرئاسة المجلس الرئاسي كل من:
1-سليمان الباروني عن الجبل.
2-رمضان السويحلي عن مصراتة.
3-أحمد المريض عن ترهونة.
4-عبد النبي بلخير عن ورفلة.
وتم إختيار أعضاء مجلس شورى الجمهورية عن كامل البلاد الطرابلسية وهم:
1-محمد سوف بك رئيسا للمجلس عن الزاوية.
2-يحيى الباروني نائب للرئيس عن الجبل.
3-الشيخ عبد الصمد النعاس عضو عن ترهونة.
4-الشيخ مفتاح التريكي عضو عن مسلاتة.
5-الشيخ علي بن رحاب عضو عن قماطة.
6-الحاج محمد بن خليفة عضو عن الساحل (الخمس).
7-عبد السلام الجدايمي عضو عن زليتن.
8-الحاج علي المنقوش عضو عن مصراتة.
9-الحاج محمد المنتصر عضو عن سرت.
10-مفتاح التايب عضو عن ورفلة.
11-محمد بن بشير عضو عن اولاد بوسيف.
12-عبد الرحمان بن بركان عضو عن مرزق.
13-محمد بن أحمد الفايدي عضو عن الشاطئ.
14-الشيخ الحبيب عز الدين عضو عن غدامس.
15-إبراهيم أبو الأحباس عضو عن الجبل.
16-الحاج محمد فكيني عضو عن الرجبان.
17-الشيخ أحمد البدوي عضو عن الزنتان.
18-سالم البرشوشي عضو عن يفرن.
19-علي بن عبد الرحيم عضو عن ككلة.
20-الشيخ شطيبة عضو عن غريان.
21- عبيدة المجحوب عضو عن صرمان والعجيلات.
22-الشيخ علي بن تنتوش عضو عن ورشفانة.
23-الشيخ علي شلابي عضو عن النواحي الاربعة.
24- عبد الرحمان شلابي عن الزاوية.
وتم إختيار لعضوية المجلس الشرعي كل من:
1-الشيخ الزروق بوخريص من غريان.
2-الشيخ محمد الإمام من الزنتان.
3-الشيخ عمر الميساوي من الزاوية.
4-الشيخ مختار الشكشوكي من طرابلس.
شعار الجمهورية الطرابلسية يظهر على قلعة السراي الحمراء بالعاصمة طرابلس
وتم إختيار عبد القادر الغناي قائد عام للجيوش الطرابلسية.
ومختار كعبار مسؤولاً عن الشؤون المالية والخارجية.
وعبد الرحمان عزام مستشار للجمهورية.
وقبل الإنصراف أقسم الجميع يمين الولاء والإخلاص للجمهورية الطرابلسية وكان نصه:
اقسم بالله العظيم قابضاً بيدي على هذا القرآن الكريم أن أجعل نفسي ومالي فداء لوطني وحكومة الجمهورية الطرابلسية، وأن أكون لعدوها عدواً ولصديقها صديقاً ولقانوها الشرعي مطيعا.
ثم أرسلت قيادات الجمهورية بلاغات إلى رؤساء بريطانيا وفرنسا والولايات والمتحدة الأمريكية رغبة للحصول على الاعتراف بها بالإضافة إلى بلاغ السلطات الإيطالية عبر مسؤول الخارجية مختار كعبار والتي رفضت مباشرة مسألة الاعتراف بالكيان السياسي الجديد وأفهوه أن حكومتهم لاتعترف بالجمهورية الطرابلسية وإنها مستعدة للحرب إلى النهاية.

## نهاية الجمهورية
قضى على أحلام الشرفاء الوطنيين الأحرار في الاستقلال فلقد دامت جمهورية من 16 نوفمبر 1918 إلى 1 يونيو 1919 أي فقط ستة شهور ونصف الشهر
بإنشاء حكومة الإصلاح الوطني من قبل ملك إيطاليا فيكتور عمانويل الثالث بإصداره مرسوما في 1 يونيو 1919 يقضى بمنح الجنسية الإيطالية لغير المسيحي تسمى «تشيداتنيا» ومعناها الطليان المسلمين أو «المطلينين» هذا المرسوم عرف بالقانون الأساسي لسنة 1919 وأيضا ينص على تشكيل حكومة في طرابلس الغرب يرأسها الوالى الايطالى وبعضوية ثمانية اشخاص من «تشيدانتانيا» يصدر بتعيينهم قرار من الوالي الإيطالي وتبادل الأسرى بين الطرفين.
جاء هذا المرسوم بعد المفاوضات التي قام بها بعض مشايخ القبائل مع المستعمر الايطالى في شهر مارس من سنة 1919 بخلة الزيتونة وقد افضت هذه الاجتماعات إلى صلح سواني بنيادم والذي وصفه حاكم ليبيا الإيطالي رودولفو غرتسياني بأنه بداية الإذلال ونهاية أمل السيادة الفعلية على طرابلس وأصبح السبيل ممهداً للطمات شديدة سنتلقاها.
وإنتهت الجمهورية رسميا بعد مبايعة زعماء طرابلس لإدريس السنوسي في مؤتمر سرت عام 1922 والذي أصبح امير لطرابلس وبرقة.